# Kanton Millau-2
Millau-2 is een kanton van het Franse departement Aveyron. Het kanton maakt deel uit van het arrondissement Millau. Bij toepassing van het decreet van 21 februari 2014,  zijn op 22 maart 2015 de beide kantons van Millau opgeheven en is de stad herverdeeld over twee nieuwe kantons: Kanton Millau-1 en -2. Met een deel van de stad, de overige gemeenten van het kanton Millau-Est en de gemeenten Nant en Saint-Jean-du-Bruel van het op die dag eveneens opgeheven kanton Nant werd het kanton Millau-2 gevormd.

## Gemeenten
Het kanton Millau-2 omvat de volgende gemeenten:
| Gemeente                    | Inwoners (2014) |
| --------------------------- | --------------- |
| Aguessac                    | 861             |
| Compeyre                    | 528             |
| Millau (deels, hoofdplaats) | 11.148          |
| Nant                        | 944             |
| Paulhe                      | 386             |
| Saint-Jean-du-Bruel         | 652             |